# Hirtaeschopalaea nubila
Hirtaeschopalaea nubila là một loài bọ cánh cứng trong họ Cerambycidae.